# Gilles Müller
Pour les articles homonymes, voir Müller.
Gilles Müller, né le 9 mai 1983 à Luxembourg, est un joueur de tennis luxembourgeois, professionnel de 2001 à 2018.
Gilles Müller a déjà éliminé plusieurs membres de l'élite mondiale : en 2004, il élimine Andre Agassi en demi-finale du tournoi de Washington. En 2005, il bat Andy Roddick au premier tour de l'US Open et Rafael Nadal au second tour du tournoi de Wimbledon ; il le bat également en 1/8 de finale de l'édition 2017.
Plus jeune, il a remporté le tournoi junior de l'US Open en 2001, année où il termine champion du monde junior.
En 2008, il est le premier Luxembourgeois à atteindre les quarts de finale de l'US Open.
En 2017, victorieux de l'Open de Sydney en simple, il devient le premier tennisman luxembourgeois à remporter un titre ATP. Il avait auparavant atteint 5 autres finales sur le circuit principal, toutes perdues. La même année, il gagne un second titre à Bois-le-Duc puis atteint les quarts de finale à Wimbledon.

## Carrière
Gilles Müller commence à jouer au tennis à l'âge de cinq ans. À 16 ans, il intègre pour une année la structure « Pôle France » du CREPS de Reims. En 2001, il devient professionnel et atteint la finale de Wimbledon junior, mais il est battu par le Suisse Roman Valent sur le score de 3-6, 7-5, 6-3. Quelques mois plus tard, il remporte l'US Open junior 2001 en battant le Taïwanais Wang Yeu-tzuoo sur le score de 7-65, 6-2. Gilles Müller finit l'année en devenant champion du monde junior.
En 2004, il élimine Andre Agassi en demi-finales du tournoi de Washington, mais perd la finale contre Lleyton Hewitt. Lors du premier tour de l'US Open 2005, il bat Andy Roddick sur le score de 7-64, 7-68, 7-61.
Puis au deuxième tour de Wimbledon 2005, il bat Rafael Nadal sur le score de (6-4, 4-6, 6-3, 6-4). Quand il n'a pas été en mesure de confirmer les bons résultats obtenus en 2005, il a dû revenir jouer au niveau Challenger. Gilles Müller a déclaré avoir perdu confiance en lui, et s’est demandé lui-même s'il devait encore continuer à jouer au tennis, vu que les gains ne couvraient plus ses frais.
En 2008, à l'US Open, Gilles Müller, alors classé 130e mondial, doit passer par les qualifications. Il atteint le tableau principal, où il bat au premier tour Laurent Recouderc. Puis il gagne trois matchs consécutifs contre Tommy Haas (2-6, 2-6, 7-65, 6-3, 6-3) alors totalement dominé dans les deux premières manches, après Nicolás Almagro en remontant dans les deux cas de deux sets à zéro (6-73, 3-6, 7-65, 7-66, 7-5) pour arriver pour la première fois, en deuxième semaine d'un Grand Chelem. En huitième, il bat le 5e mondial Nikolay Davydenko (6-4, 4-6, 6-3, 7-610), ce qui lui permet d'atteindre les quarts de finale d'un tournoi du Grand Chelem pour la première fois de sa carrière. Mais il perd contre le futur champion Roger Federer sur le score de (65-7, 4-6, 65-7). Durant tout le tournoi, il réussit 128 aces.
Le 19 janvier 2009, Gilles Müller bat l'Espagnol Feliciano López sur le score de (6-3, 7-65, 4-6, 4-6, 16-14) dans un match épique de 4 h 24, lors du premier tour de l'Open d'Australie.
Lors de l'US Open 2011, il se qualifie pour les huitièmes de finale, battant notamment Ernests Gulbis au second tour, avant de tomber contre le futur finaliste, l'Espagnol Rafael Nadal 2e mondial, (61-7, 1-6, 2-6).
À l'US Open 2012, il réussit un come-back de deux sets à rien contre Mikhail Youzhny, 2-6, 3-6, 7-5, 7-66, 7-66 (4 heures 23 minutes) en sauvant deux balles de matchs sur son service à 5/6 dans le tie break du quatrième set et à 5-6 dans le cinquième set.
En 2015, à l'Open d'Australie, il atteint les huitièmes de finale pour la première fois à Melbourne, après avoir battu notamment Roberto Bautista-Agut, tête de série no 13 (7-65, 1-6, 7-5, 6-1), et John Isner (no 19) (7-64, 7-66, 6-4). Avant de perdre en 2 h 10 contre le no 1 mondial, Novak Djokovic (4-6, 5-7, 5-7). Il atteindra à la suite de ce tournoi son meilleur classement, avant de l'améliorer à nouveau.
Il atteint sa meilleure performance en Masters 1000 avec un huitième de finale au Masters de Montréal, en battant la tête de série no 15, Gaël Monfils (6-3, 3-6, 7-64), avant de perdre assez sèchement contre Andy Murray.
En 2016, il réalise de bonne performance sur le gazon en atteignant deux nouvelles finales. D'abord à Bois-le-Duc en ayant battu David Ferrer (4-6, 6-4, 7-65) en quart et en demie le Croate Ivo Karlović (7-65, 7-64), mais perdra contre le Français Nicolas Mahut (4-6, 4-6), alors favoris. Puis à nouveau un mois plus tard, à Newport en ayant perdu qu'un seul set, et perdra à nouveau à ce stade contre Ivo Karlović (7-62, 65-7, 612-7) dans un match de serveur de trois heures.

### 2017. Premiers titres ATP, 1/4 de finale à Wimbledon et meilleur classement mondial
En 2017, il dispute sa sixième finale au tournoi de Sydney, où il est tête de série no 6, après avoir battu Alexandr Dolgopolov au premier tour, Pablo Cuevas tête de série no 2, (7-65, 6-4) en quart et la tête de série no 3, Viktor Troicki (6-3, 7-66) en demi-finale alors que ce dernier était invaincu depuis 13 matches dans ce tournoi. Il vainc (7-65, 6-2) Daniel Evans en finale, remportant à 33 ans son premier titre en carrière, ce qui le remplit d'émotions à la cérémonie.
En juin sur gazon, il remporte son second titre ATP à Bois-le-Duc en battant Ivo Karlović en finale (7-65, 7-64), après s'être imposé en demi-finale contre le 10e mondial, Alexander Zverev (7-65, 6-2). Il continue sur sa lancée au tournoi du Queen's, en se qualifiant jusqu'en demi-finale, après des victoires sur Nikoloz Basilashvili, Sam Querrey et le 10e mondial, Jo-Wilfried Tsonga (6-4, 6-4). Il est battu par le 7e mondial, Marin Čilić (3-6, 7-5, 4-6) aux portes de la finale mais confirme sa bonne forme du moment.
À Wimbledon, Gilles Müller réalise son meilleur parcours en parvenant jusqu'en quart de finale. Il passe Márton Fucsovics, puis difficilement en écartant deux balles de match le qualifié Lukáš Rosol (7-5, 67-7, 4-6, 6-3, 9-7) tout en réalisant pas moins de 45 aces. Sans trop de difficulté, il passe Aljaž Bedene sans perdre de set pour affronter au tour suivant le no 2 mondial Rafael Nadal. Il s'impose au bout d'un match marathon de 4 h 48 (6-3, 6-4, 3-6, 4-6, 15-13) en réalisant 30 aces, 95 coups gagnants et 52 fautes directes,. Il accède aux quarts de finale pour une revanche contre le 6e mondial Marin Čilić. Dans un match de trois heures et demie, il mène d'abord les débats et manque des occasions de conclure les second et troisième sets, avant de lâcher physiquement dans la 5e manche (6-3, 66-7, 5-7, 7-5, 1-6).
Il arrête sa carrière après sa défaite au premier tour de l'US Open 2018.

### Circuit challenger
Il a remporté durant sa carrière 11 tournois Challenger en simple : à Valladolid en 2003, Naples et Cordoue en 2004, Humacao et Izmir en 2008, Nottingham en 2011, Guadalajara, Shenzhen, Taipei, Gimcheon et Recanati en 2014 et 3 en double : à Andorre en 2004, Saint-Rémy en 2010 et Orléans en 2012.

## Style de jeu

### Qualité du service
Gilles Müller mérite par ailleurs d'être reconnu pour la qualité de son service. Il réussit des aces sans nécessairement s'appuyer sur une qualité de vitesse extraordinaire - ses premières balles sont régulièrement frappées entre 190 et 200 km/h, et très rarement au-dessus de 205 km/h. En revanche, en tant que gaucher, Gilles Müller travaille beaucoup ses effets, ce qui rend sa mise en jeu difficile à retourner - l'adversaire peut s'attendre par exemple à un service très slicé (de gauche à droite dans le cas de Müller) et recevoir une première balle frappée sans effet sur la ligne médiane. Ce travail considérable sur les trajectoires permet au joueur du Luxembourg de ne pas forcer la vitesse contrairement à certains joueurs qui ont besoin de servir fort pour réussir des full aces (cf. Roddick, Almagro etc.). Du point de vue stylistique, et dans la mesure où Gilles Müller est gaucher, son service n'est pas sans évoquer celui de Wayne Arthurs qui fut probablement le meilleur serveur de l'histoire du tennis pour sa capacité à allier effets et vitesse. Pendant la saison 2011, Müller revient à des classements beaucoup plus dignes de son niveau de jeu intrinsèque. Sur une base de jeu régulière, il peut largement espérer intégrer le top 40, ce qui lui permettrait de jouer tous les tournois Masters 1000 sans passer par les qualifications. En outre, pour éclairer ce que nous disions sur son service, il faut savoir que Gilles Müller, au 15 août 2011, a passé 179 aces pour un total de 16 matchs joués, soit une moyenne de 11,18 aces/match. Ce ratio le place parmi les dix meilleurs serveurs au monde.

## Palmarès

### Titres en simple messieurs
| No | Date       | Nom et lieu du tournoi            | Catégorie | Dotation  | Surface      | Finaliste    | Score      |          |
| -- | ---------- | --------------------------------- | --------- | --------- | ------------ | ------------ | ---------- | -------- |
| 1  | 08-01-2017 | Apia International Sydney, Sydney | ATP 250   | 437 380 $ | Dur (ext.)   | Daniel Evans | 7-65, 6-2  | Parcours |
| 2  | 12-06-2017 | Ricoh Open, Bois-le-Duc           | ATP 250   | 589 185 € | Gazon (ext.) | Ivo Karlović | 7-65, 7-64 | Parcours |

### Finales en simple messieurs
| No | Date       | Nom et lieu du tournoi                     | Catégorie   | Dotation  | Surface      | Vainqueur           | Score             |          |
| -- | ---------- | ------------------------------------------ | ----------- | --------- | ------------ | ------------------- | ----------------- | -------- |
| 1  | 16-08-2004 | Legg Mason Tennis Classic, Washington      | Int' Series | 475 000 $ | Dur (ext.)   | Lleyton Hewitt      | 6-3, 6-4          | Parcours |
| 2  | 25-07-2005 | Mercedes-Benz Cup, Los Angeles             | Int' Series | 355 000 $ | Dur (ext.)   | Andre Agassi        | 6-4, 7-5          | Parcours |
| 3  | 16-07-2012 | BB&T Atlanta Open, Atlanta                 | ATP 250     | 477 900 $ | Dur (ext.)   | Andy Roddick        | 1-6, 7-62, 6-2    | Parcours |
| 4  | 06-06-2016 | Ricoh Open, Bois-le-Duc                    | ATP 250     | 566 525 $ | Gazon (ext.) | Nicolas Mahut       | 6-4, 6-4          | Parcours |
| 5  | 11-07-2016 | Hall of Fame Tennis Championships, Newport | ATP 250     | 515 025 $ | Gazon (ext.) | Ivo Karlović        | 62-7, 7-65, 7-612 | Parcours |
| 6  | 01-05-2017 | Millennium Estoril Open, Estoril           | ATP 250     | 482 060 € | Terre (ext.) | Pablo Carreño-Busta | 6-2, 7-65         | Parcours |

### Finales en double messieurs
| No | Date       | Nom et lieu du tournoi                     | Catégorie | Dotation  | Surface    | Vainqueurs                         | Partenaire    | Score             |          |
| -- | ---------- | ------------------------------------------ | --------- | --------- | ---------- | ---------------------------------- | ------------- | ----------------- | -------- |
| 1  | 27-07-2015 | BB&T Atlanta Open Atlanta                  | ATP 250   | 585 870 $ | Dur (ext.) | Bob Bryan Mike Bryan               | Colin Fleming | 4-6, 7-62, [10-4] | Parcours |
| 2  | 02-01-2017 | Brisbane International by Suncorp Brisbane | ATP 250   | 437 380 $ | Dur (ext.) | Thanasi Kokkinakis Jordan Thompson | Sam Querrey   | 7-67, 6-4         | Parcours |

## Parcours dans les tournois duGrand Chelem

### En simple
| Année | Open d'Australie | Open d'Australie | Internationaux de France | Internationaux de France | Wimbledon       | Wimbledon        | US Open         | US Open         |
| ----- | ---------------- | ---------------- | ------------------------ | ------------------------ | --------------- | ---------------- | --------------- | --------------- |
| 2004  | 1er tour (1/64)  | David Ferrer     | —                        | —                        | —               | —                | —               | —               |
| 2005  | 1er tour (1/64)  | F. Verdasco      | 1er tour (1/64)          | Mikhail Youzhny          | 3e tour (1/16)  | Richard Gasquet  | 2e tour (1/32)  | Robby Ginepri   |
| 2006  | 2e tour (1/32)   | Feliciano López  | 1er tour (1/64)          | Max Mirnyi               | 1er tour (1/64) | Olivier Rochus   | 1er tour (1/64) | Vincent Spadea  |
| 2007  | 2e tour (1/32)   | N. Davydenko     | —                        | —                        | 2e tour (1/32)  | J. C. Ferrero    | —               | —               |
| 2008  | —                | —                | —                        | —                        | —               | —                | 1/4 de finale   | Roger Federer   |
| 2009  | 3e tour (1/16)   | J. M. del Potro  | 1er tour (1/64)          | Mikhail Youzhny          | 1er tour (1/64) | Robin Söderling  | —               | —               |
| 2010  | —                | —                | —                        | —                        | —               | —                | —               | —               |
| 2011  | 2e tour (1/32)   | Robin Söderling  | —                        | —                        | 3e tour (1/16)  | Rafael Nadal     | 1/8 de finale   | Rafael Nadal    |
| 2012  | 1er tour (1/64)  | Mardy Fish       | 2e tour (1/32)           | F. Verdasco              | 1er tour (1/64) | Julien Benneteau | 2e tour (1/32)  | Lleyton Hewitt  |
| 2013  | 1er tour (1/64)  | Lukáš Lacko      | 1er tour (1/64)          | R. Bautista-Agut         | —               | —                | —               | —               |
| 2014  | —                | —                | —                        | —                        | 2e tour (1/32)  | Roger Federer    | 1er tour (1/64) | P.-H. Mathieu   |
| 2015  | 1/8 de finale    | Novak Djokovic   | 2e tour (1/32)           | Novak Djokovic           | 1er tour (1/64) | J.-W. Tsonga     | 1er tour (1/64) | Ruben Bemelmans |
| 2016  | 2e tour (1/32)   | John Millman     | 1er tour (1/64)          | Márcos Baghdatís         | 2e tour (1/32)  | Andrey Kuznetsov | 1er tour (1/64) | Gaël Monfils    |
| 2017  | 2e tour (1/32)   | Milos Raonic     | 1er tour (1/64)          | G. García-López          | 1/4 de finale   | Marin Čilić      | 2e tour (1/32)  | Paolo Lorenzi   |
| 2018  | 3e tour (1/16)   | P. Carreño Busta | 1er tour (1/64)          | Ernests Gulbis           | 2e tour (1/32)  | P. Kohlschreiber | 1er tour (1/64) | Lorenzo Sonego  |

N.B. : à droite du résultat se trouve le nom de l'ultime adversaire.

### En double
| Année | Open d'Australie            | Open d'Australie       | Internationaux de France         | Internationaux de France  | Wimbledon                       | Wimbledon                   | US Open                         | US Open               |
| ----- | --------------------------- | ---------------------- | -------------------------------- | ------------------------- | ------------------------------- | --------------------------- | ------------------------------- | --------------------- |
| 2005  | —                           | —                      | 1er tour (1/32) C. Rochus        | T. Cibulec M. Fyrstenberg | 1er tour (1/32) C. Rochus       | X. Malisse O. Rochus        | 1er tour (1/32) R. Ginepri      | F. Čermák Leoš Friedl |
| 2006  | 1er tour (1/32) M. Kohlmann | J. Björkman Max Mirnyi | 1er tour (1/32) C. Rochus        | M. Bhupathi X. Malisse    | 1er tour (1/32) J. Melzer       | D. Bracciali N. Djokovic    | —                               | —                     |
| 2007  | —                           | —                      | —                                | —                         | —                               | —                           | —                               | —                     |
| 2008  | —                           | —                      | —                                | —                         | —                               | —                           | —                               | —                     |
| 2009  | —                           | —                      | —                                | —                         | —                               | —                           | —                               | —                     |
| 2010  | —                           | —                      | —                                | —                         | —                               | —                           | —                               | —                     |
| 2011  | —                           | —                      | —                                | —                         | —                               | —                           | —                               | —                     |
| 2012  | —                           | —                      | —                                | —                         | —                               | —                           | —                               | —                     |
| 2013  | —                           | —                      | 1er tour (1/32) V. Hănescu       | Ivan Dodig M. Melo        | —                               | —                           | —                               | —                     |
| 2014  | —                           | —                      | —                                | —                         | 2e tour (1/16) J. Delgado       | J. Murray John Peers        | 1er tour (1/32) J. Marray       | Sam Groth C. Guccione |
| 2015  | 1er tour (1/32) I. Sijsling | B. Becker Artem Sitak  | 1er tour (1/32) A.-U.-H. Qureshi | F. Mayer F. Moser         | 2e tour (1/16) A.-U.-H. Qureshi | P.-H. Herbert Nicolas Mahut | 2e tour (1/16) A.-U.-H. Qureshi | E. Butorac S. Lipsky  |
| 2016  | 2e tour (1/16) M. Bhupathi  | Bob Bryan Mike Bryan   | 1er tour (1/32) F. Nielsen       | P. Cuevas M. Granollers   | 1er tour (1/32) F. Nielsen      | Raven Klaasen Rajeev Ram    | 2e tour (1/16) M. Baghdatís     | F. López Marc López   |
| 2017  | 2e tour (1/16) M. Baghdatís | H. Kontinen John Peers | —                                | —                         | 1er tour (1/32) Sam Querrey     | Nikola Mektić Franko Škugor | —                               | —                     |

N.B. : le nom du partenaire se trouve sous le résultat ; le nom des ultimes adversaires se trouve à droite.

## Parcours dans lesMasters 1000
| Année | Indian Wells          | Miami                | Monte-Carlo         | Rome               | Hambourg puis Madrid | Canada                  | Cincinnati        | Madrid puis Shanghai | Paris                |
| ----- | --------------------- | -------------------- | ------------------- | ------------------ | -------------------- | ----------------------- | ----------------- | -------------------- | -------------------- |
| 2004  | —                     | 1er tour B. Ulihrach | —                   | —                  | —                    | —                       | —                 | —                    | —                    |
| 2005  | 3e tour R. Federer    | 1er tour M. Zabaleta | —                   | —                  | —                    | —                       | —                 | —                    | —                    |
| 2006  | 1er tour K. Carlsen   | 1er tour Max Mirnyi  | —                   | —                  | —                    | —                       | —                 | —                    | —                    |
| 2007  | —                     | —                    | —                   | —                  | —                    | —                       | —                 | —                    | —                    |
| 2008  | —                     | —                    | —                   | —                  | —                    | —                       | —                 | —                    | —                    |
| 2009  | —                     | 1er tour Sam Querrey | —                   | —                  | —                    | —                       | —                 | —                    | —                    |
| 2010  | —                     | —                    | —                   | —                  | —                    | —                       | —                 | —                    | —                    |
| 2011  | —                     | —                    | —                   | —                  | —                    | —                       | —                 | —                    | 1er tour K. Anderson |
| 2012  | 2e tour J. Tipsarević | 2e tour A. Roddick   | —                   | —                  | —                    | —                       | —                 | —                    | —                    |
| 2013  | 1er tour P. Lorenzi   | 1er tour Lukáš Rosol | —                   | —                  | —                    | —                       | —                 | —                    | —                    |
| 2014  | —                     | —                    | —                   | —                  | —                    | —                       | —                 | —                    | —                    |
| 2015  | 2e tour Jack Sock     | 2e tour S. Darcis    | —                   | —                  | 1er tour L. Mayer    | 1/8 de finale A. Murray | 1er tour B. Paire | 1er tour R. Gasquet  | —                    |
| 2016  | 2e tour R. Nadal      | 1er tour F. Verdasco | 1er tour G. Monfils | —                  | —                    | 2e tour N. Djokovic     | —                 | —                    | 2e tour N. Djokovic  |
| 2017  | 3e tour K. Nishikori  | 3e tour T. Berdych   | 2e tour A. Murray   | —                  | 2e tour M. Raonic    | —                       | 2e tour A. Ramos  | —                    | —                    |
| 2018  | 2e tour P.-H. Herbert | 2e tour M. Youzhny   | 2e tour A. Zverev   | 1er tour A. Bedene | —                    | —                       | —                 | —                    | —                    |

N.B. : sous le résultat se trouve le nom de l’ultime adversaire.

## Victoires sur le top 10
Toutes ses victoires sur des joueurs classés dans le top 10 de l'ATP lors de la rencontre.
| Légende         |
| Grand Chelem    |
| Masters         |
| Jeux olympiques |
| Masters 1000    |
| 500 Series      |
| 250 Series      |
| Coupe Davis     |

| #  | G.M.   | Tournoi         | Année | Surface    | Adversaire         | Rang  | Tour | Score                     |
| -- | ------ | --------------- | ----- | ---------- | ------------------ | ----- | ---- | ------------------------- |
| 1  | no 124 | Washington      | 2004  | Dur        | Andre Agassi       | no 6  | 1/2  | 6-4, 7-5                  |
| 2  | no 78  | Tokyo           | 2004  | Dur        | David Nalbandian   | no 10 | 1/8  | 7-64, 3-6, 6-4            |
| 3  | no 69  | Wimbledon       | 2005  | Gazon      | Rafael Nadal       | no 3  | 1/32 | 6-4, 4-6, 6-3, 6-4        |
| 4  | no 68  | US Open         | 2005  | Dur        | Andy Roddick       | no 3  | 1/64 | 7-64, 7-68, 7-61          |
| 5  | no 130 | US Open         | 2008  | Dur        | Nikolay Davydenko  | no 5  | 1/8  | 6-4, 4-6, 6-3, 7-610      |
| 6  | no 70  | Marseille       | 2013  | Dur (int.) | Richard Gasquet    | no 10 | 1/16 | 2-6, 6-4, 7-65            |
| 7  | no 43  | Tokyo           | 2015  | Dur        | Gilles Simon       | no 10 | 1/4  | 6-3, 6-4                  |
| 8  | no 37  | Jeux olympiques | 2016  | Dur        | Jo-Wilfried Tsonga | no 9  | 1/16 | 6-4, 6-3                  |
| 9  | no 36  | Tokyo           | 2016  | Dur        | Tomáš Berdych      | no 9  | 1/16 | 7-67, 6-1                 |
| 10 | no 28  | Bois-le-Duc     | 2017  | Gazon      | Alexander Zverev   | no 10 | 1/2  | 7-65, 6-2                 |
| 11 | no 26  | Queen's         | 2017  | Gazon      | Jo-Wilfried Tsonga | no 10 | 1/8  | 6-4, 6-4                  |
| 12 | no 26  | Wimbledon       | 2017  | Gazon      | Rafael Nadal       | no 2  | 1/8  | 6-3, 6-4, 3-6, 4-6, 15-13 |

## Classements ATP en fin de saison
| Année          | 2000 | 2001 | 2002 | 2003 | 2004 | 2005 | 2006 | 2007 | 2008 | 2009 | 2010 | 2011 | 2012 | 2013 | 2014 | 2015 | 2016 | 2017 | 2018 |
| Rang en simple | 845  | 536  | 276  | 189  | 68   | 80   | 106  | 115  | 99   | 248  | 134  | 54   | 68   | 366  | 47   | 38   | 34   | 25   | 138  |
| Rang en double | 989  | 806  | 501  | 429  | 324  | 153  | 245  | 217  | 340  | 750  | 373  | 764  | 244  | 647  | 214  | 139  | 153  | 104  | 236  |

Source : (en) Classements de Gilles Müller sur le site officiel de la Fédération internationale de tennis